# Irving Langmuir
Irving Langmuir, ameriški fizik in kemik, * 31. januar 1881, Brooklyn, New York, ZDA, † 16. avgust 1957, Woods Hole, Massachusetts, ZDA.
Langmuir je diplomiral leta 1903 iz metalurgije na Univerzi Columbia. Izpopolnil se je pri Waltherju Hermannu Nernstu. Pod njegovim mentorstvom je doktroriral leta 1906. Bil je kemijski pionir. Bil je pomemben za nadaljnjo pridobivanje znanja o kemiji. Med drugim je bil tudi izumitelj. Izdelal je živosrebrno vakuumsko črpalko in varilno napravo, s katero je dosegel temperaturo 6000 °C. Leta 1913 je žarnico napolnjeno z argonom in dušikom, z žarilno nitko iz volframa. Leta 1932 je prejel Nobelovo nagrado za kemijo.